# Trochalus pruinosus
Trochalus pruinosus är en skalbaggsart som beskrevs av Hermann Julius Kolbe 1914. Trochalus pruinosus ingår i släktet Trochalus och familjen Melolonthidae. Inga underarter finns listade i Catalogue of Life.